# Михалина Вислоцка
Михалина Анна Висло̀цка, с родово име Браун (на полски: Michalina Anna Wisłocka) е полска лекарка, гинеколожка, цитоложка и сексоложка, авторка на популярния наръчник по сексология „Изкуството на любовта“ (на полски: Sztuka kochania).

## Биография
Михалина Браун е родена на 1 юли 1921 година в Лодз, в семейството на Анна (с родово име Жилинска) и Ян Тимотеуш Браун. През 1938 година се омъжва за Станислав Вислоцки. В 1946 година завършва медицина със специалност акушерство и гинекология. Започва работа в Дружеството за съзнателно майчинство и в поликлиниката на площад „Тшех Кшижи“ във Варшава. Пише своята най-известна книга „Изкуството на любовта“ около 1970 година, но поради цензура успява да я издаде през 1978 година.
Михалина Вислоцка умира на 11 февруари 2005 година. Погребана е на Лутеранското гробище в полската столица.

## Издадени книги
- Technika zapobiegania ciąży (1959)
- Metody zapobiegania ciąży (1976)
- Sztuka kochania (1978)
- Kultura miłości (1980)
- Kalejdoskop seksu (1986)
- Sztuka kochania: w dwadzieścia lat później (1988)
- Sztuka kochania: witamina „M“ (1991)
- Sukces w miłości (1993)
- Malinka, Bratek i Jaś (1998)
- Miłość na całe życie: wspomnienia z czasów beztroski (2002)